# Arbeitsgemeinschaft Erneuerbare Energie
Die Arbeitsgemeinschaft Erneuerbare Energie (AEE) ist ein österreichischer Dachverband zur Nutzung erneuerbarer Energie mit Sitz in Gleisdorf.

## Geschichte
Die Ölpreiskrise Ende der 1970er Jahre löste einen ersten „Solarboom“ aus. Es gab damals einzelne Initiativen zum Selbstbau von Solaranlagen. Ausgehend von zwei Selbstbau-Pionieren in der Oststeiermark verbreitete sich das Wissen um Selbstbaumöglichkeiten rasch. Sammelbestellungen der benötigten Materialien und Eigenleistung hielten die Kosten niedrig. Typischerweise wurden bis zu 100 Kollektoren pro Woche in der Freizeit der Aktivisten in Handarbeit hergestellt und montiert. Die Selbstbaugruppen verfügten bald über einen Fundus an speziellen Werkzeugen, um die Fertigung zu rationalisieren. Im Jahre 1986 wurde mehr Kollektorfläche im Selbstbau in Österreich hergestellt als von den gewerblichen Anbietern. Diese Erfahrungen nutzen ab den späten 1990er Jahren viele österreichische Unternehmen der Solarbranche.
Die AEE wurde 1988 in der Oststeiermark gegründet und ist aus einer Gruppe zum Selbstbau von Solaranlagen hervorgegangen. Zusammen mit Gruppen aus anderen österreichischen Bundesländern wurde dann ein Dachverband gegründet. Ziel der AEE ist die Verbreitung der Nutzung der Solarthermie sowie anderer Anwendungen erneuerbarer Energien. Die AEE hat österreichweit ca. 4000 Mitglieder und gibt die Fachzeitschrift „erneuerbare energie“ heraus.

## Büros
Inzwischen gibt es 5 Büros in Österreich und sind thematisch auf unterschiedliche Aspekte von Erneuerbarer Energie spezialisiert.
- AEE INTEC in Gleisdorf[1]
- AEE Kärnten in Villach[2]
- AEE NÖ Wien in Wien
- AEE Vorarlberg[3]
- AEE Salzburg